# Motovetturette Vaghi
Motovetturette Vaghi S.A., zuvor Ditta Ludovico Boltri di Mezzi, Ganna & Cia., war ein italienischer Hersteller von Automobilen.

## Unternehmensgeschichte
Das Unternehmen Ditta Ludovico Boltri di Mezzi, Ganna & Cia. aus Mailand begann 1920 mit der Produktion von Automobilen unter den Markennamen Vaghi in Italien sowie Bambina in England. 1922 wurde daraus die Motovetturette Vaghi S.A. 1924 endete die Produktion. Società Automobili e Motori übernahm das Unternehmen.

## Fahrzeuge
Das Unternehmen stellte Cyclecars her. Die Fahrzeuge waren Dreiräder mit vorderem Einzelrad. Zunächst hatten sie einen luftgekühlten V2-Motor mit 970 cm³ Hubraum. 1922 standen Motoren mit 564 cm³ Hubraum und 5 PS sowie 1099 cm³ Hubraum und 12 PS zur Verfügung. Die Motoren waren hinter dem Vorderrad eingebaut und trieben über eine Kardanwelle die Hinterachse an.

## Export
Vaghi exportierte lediglich zwei Fahrzeuge nach England, von denen eines heute noch existiert.

## Renneinsätze
Gigi Platé erzielte 1923 mit einem Vaghi einen vorderen Platz beim Gran Premio Internazionale Cyclecars in Monza.